# IU International University of Applied Sciences
 (septembre 2019).
Si vous disposez d'ouvrages ou d'articles de référence ou si vous connaissez des sites web de qualité traitant du thème abordé ici, merci de compléter l'article en donnant les références utiles à sa vérifiabilité et en les liant à la section « Notes et références ».
IU International University of Applied Sciences (en allemand, IU International Hochschule, usuellement abrégée en IU) est une université privée allemande  dont le siège social se situe à Erfurt.
Accréditée par le Ministère de la Culture et des Medias allemand, IU propose des cours en face-à-face en anglais, des cours "en alternance" (accompagnés d'une expérience professionnelle) en allemand, et des cours en ligne dans les deux langues.

## Historique
Fondée en 1998 sous le nom de "International University of Applied Sciences Bad Honnef - Bonn" (IFH) à Bad Honnef, IU a lancé ses premiers programmes de formation en 2000. Certains des bâtiments historiques formant le campus principal de Bad Honnef, tels que le "Feuerschlößchen" (où les premières conférences ont eu lieu), ont été reconnus comme patrimoine culturel. 
En 2005, le campus a été aménagé avec deux nouveaux dortoirs et un nouveau réfectoire. Puis en 2007, un nouveau bâtiment administratif comprenant une bibliothèque (200 places), 15 salles de séminaire pour environ 400 étudiants et 18 bureaux, a été inauguré. Et en juillet, l'université a été rachetée par le fonds d'investissement privé Auctus (Munich). 
En 2008, un deuxième campus a été inauguré à Bad Reichenhall, puis l'année suivante, le conseil allemand des sciences et des lettres a ré-accrédité l'université pour les dix ans à venir . En 2010, IU a rejoint la Conférence des recteurs allemands. En 2010, IU a rejoint la Conférence des recteurs allemands. 
Depuis 2011, celle-ci propose des programmes d'enseignement à distance pour les licences et masters. En 2013, IU fusionne avec l'Université des Sciences Appliquées Adam Ries, élargissant ainsi son offre d'enseignement supérieur pour y inclure le modèle d'études en alternance.  Avec la création des programmes d'entreprise en 2014, le rectorat a été élargi pour inclure le poste de Prorecteur des programmes d'entreprise.   
Le 10 décembre 2015, la société mère d'IU, Career Partner GmbH, a été rachetée par le Apollo Group, et deux ans plus tard, celle-ci a été vendue au fonds d'investissement britannique Oakley. En mars 2016, IU a fusionné avec University of International Economics & Logistics (HIWL) et propose depuis, le modèle en alternance à Brême et ce, sous le nom officiel d’IU. En octobre 2017, elle est passée de "Internationale Hochschule Bad Honnef - Bonn" à "IUBH Internationale Hochschule" (l'acronyme "IUBH" étant dérivé du nom anglais original International University of Applied Sciences Bad Honnef). En décembre 2018, elle a été accréditée par la FIBAA (Foundation for International Business Administration Accreditation), avec effet jusqu'à la fin du semestre d'été 2025.
En 2019, le siège de l'université a été déplacé de son site historique de Bad Honnef-Bonn à Erfurt, en Thuringe.En 2021, l'université a définitivement été renommée "IU Internationale Hochschule" (IU International University).

## Endroits
L'université gère les sites suivants: Augsbourg, Bad Honnef, Bad Reichenhall, Berlin, Bielefeld, Braunschweig, Brême, Dortmund, Dresde, Duisburg, Düsseldorf, Erfurt, Essen, Francfort-sur-le-Main, Fribourg, Hambourg, Hanovre, Karlsruhe, Cologne, Leipzig, Lübeck, Mannheim, Nuremberg, Munich, Münster, Peine, Stuttgart et Ulm.

## Départements d'études
L'Université internationale IU propose environ 200 programmes de licence, de maîtrise et de MBA dans les domaines suivants:
- Architecture et bâtiment
- Design et médias
- Santé et services sociaux
- Technologies de l'information, logistique et informatique
- Communication et marketing
- Aviation, hôtellerie et événementiel
- Économie et gestion
- Sciences de l’éducation et psychologie
- Ressources humaines et droit